# 年金横領問題
年金横領問題（ねんきんおうりょうもんだい）とは、社会保険庁職員（主に社会保険事務所または地方社会保険事務局の職員）、地方自治体職員（かつて機関委任事務として収納業務を行っていた市町村職員）が年金保険料を横領した事件である。年金保険料を横領した職員の大半が刑事告発されておらず身内に甘い体質が浮き彫りとなり、国民から厳しい非難を浴びることとなった。

## 概要
2007年5月、社会保険庁の年金記録に膨大な量のミスや不備があることが明らかとなり（いわゆる「年金記録問題」）、年金記録の確認作業が進められる中、年金保険料の横領の実態が次々と明らかになっていった。確認された横領は151件で社会保険庁職員によるものが50件で横領金額は総額1億6849万円、地方自治体職員によるものが101件で横領金額は総額2億4383万円に上っている。刑事告発された件数は社会保険庁職員によるもので27件、地方自治体職員によるもので17件となっているが残りの107件は刑事告発されていない。また地方自治体職員による横領のうちの15件は懲戒処分すらされておらず身内への処分の甘さが浮き彫りとなっている。
2007年9月3日の時点では、社会保険庁職員による横領は1億4197万円(50件)、市区町村職員の横領は2億77万円(49件)であると発表した。
舛添要一厚生労働大臣は「銀行員が（保険料を）ポケットに入れるはずがない。銀行は信用できるが、社保庁は信用ならない。市町村はもっと信用ならない」「横領したような連中はきちんと牢屋に入ってもらいます」とコメントし、横領した職員について、市町村が刑事告発を見送るのであれば政府が刑事告発する方針を示した。

## 手口
年金保険料の横領の手口としては、「窓口で徴収した年金保険料を着服する」、「架空の受給者原簿を作って年金を不正受給する」、「死亡者をでっち上げ年金を不正受給する」、「オンライン端末を不正に操作し、口座に入っている保険料を着服する」など単純なものから悪質なものまで明らかとなっている。
- 2002年11月、新潟県警は13万円を着服したとして、新発田社会保険事務所の元国民年金推進員を逮捕[5]。
- 2005年11月、静岡県警は約400万円を着服したとして、浜松東社会保険事務所の元徴収課長を逮捕[5]。
- 2006年8月、長野県警は約190万円を着服したとして、長野南社会保険事務所の元保険料係長を逮捕[5]。
- 2007年10月、宮城県大崎市は28万円を着服した旧田尻町職員について、刑事告発しない事を決定した。
- 2007年10月、社会保険庁は約100万円を着服したとして、退職後に失踪した小倉南社会保険事務所（北九州市）元係長を刑事告発[6]。福岡県警小倉南署は全国指名手配し10月8日に逮捕[7]。福岡地裁により懲役2年執行猶予4年の判決。
- 2007年10月、東京都日野市は約134万円を着服したとして、日野市七生支所の元女性職員を刑事告発（懲戒免職処分済み）。
- 2007年12月、社会保険庁は約50万円を着服したとして、福島県田村市（旧常葉町）元課長を刑事告発（懲戒免職済み）。市側が社保庁の刑事告発要請を拒否したための措置。市長はこれに憤慨。